# 唐河县
唐河县是中国河南省南阳市下辖的一个县，得名于流经境内的唐河，唐河汇入唐白河, 之后在襄阳汇入汉江。總面積2512平方公里，人口約106万人。縣人民政府駐滨河街道。

## 历史
秦置湖阳县，明改“唐县”，民国十二年（1923年）改名“唐河县”至今。
从唐河城郊寨茨岗和湖阳影坑新石器时期遗址出土的石器和陶器表明，唐河一带具有黄河流域仰韶文化与江汉平原屈家岭文化互相融合的明显特征。唐河县夏、商时期为《禹贡》豫州的地域，周为申国、谢国、唐国、蓼国地域。秦置湖阳县，属南阳郡。西汉、东汉和三国时为湖阳县（邑），属南阳郡。晋为棘阳县地，属义阳郡。南北朝时北魏于县境置钟离、襄城、陈阳、石马诸县，分别属南襄州、西淮安郡和襄城郡，今城关镇为当时的襄城县治，以后历为州治、县治。隋朝境内为上马、湖阳2县，属舂陵郡。唐为泌阳县，先后属唐州、泌州。五代十国时，县属泌州。宋代属唐州。金沿宋制。元代废湖阳县入泌阳县仍属唐州。明清降唐州为唐县，属南阳府。民国十三年（1924年）改作为唐河县，属汝阳道，后属河南省第六行政督察区。1947年到1948年境内设唐河（北）、唐南、唐西3县。1949年3月“三唐”合并为唐河县，属河南省南阳行政区。
唐河县历史悠久，境内有多处仰韶、屈家岭文化遗存。城郊寨茨岗和湖阳影坑新石器时期遗址出土的石器、陶器表明，唐河一带具有黄河流域仰韶文化与江汉平原屈家岭文化互相融合的明显特征。唐河县夏、商时代为《禹贡》豫州之域，周为申、谢、唐、蓼国地。秦置湖阳县，属南阳郡。西汉、东汉和三国时为湖阳县（邑），属南阳郡。晋为棘阳县地，属义阳郡。南北朝时北魏于县境置钟离、襄城、陈阳、石马诸县，分别属南襄州、西淮安郡和襄城郡，今城关镇为当时的襄城县治，以后历为州治、县治。隋朝境内为上马、湖阳2县，属春陵郡。唐为泌阳县，先后属唐州、泌州。五代十国时，县属泌州。宋代属唐州。金沿宋制。元代废湖阳县入泌阳县仍属唐州。明清降唐州为唐县，属南阳府。民國3年（1914年）1月，因與直隸省一縣重名，改名沘源縣。因境內大狐山為沘水之源，故名。民國12年（1923年）3月再次改名，以縣境北部唐河為名。
唐河县是古代京都长安、洛阳通向江汉平原的隘道要冲，物阜民丰，历来为兵家必争之地。
周赧王十四年（前301年），齐、韩、魏三家联军在今唐河大败楚军, 是为垂沙之戰。
秦二世二年（前208年），刘邦率兵攻湖阳，据南阳，入武关，进军咸阳。
新莽地皇年间，刘秀起兵新野，攻占湖阳。
唐代黄巢起义军与官兵鏖战唐州，威逼京都。
南宋名将岳飞及其部将王贵、张宪、董先多次在唐州大败金兵。
绍定六年（1233年）八月，宋将孟珙收復唐州，以拒金兵。明清流域。
第二次国内革命战争时期，贺龙率领的红二军团、徐向前率领的红四方面军、程子华率领的红25军转战于唐河。
1939年"新唐事变"发生后，唐河军民数度与日军展开浴血战斗。
1940年5月9日，国民革命军173师师长钟毅战死于苍台北丁湾的唐河河滩上。
1945年10月，李先念率领的新四军五师、王树声率领的河南军区部队、王震率领的八路军359旅南下支队共6万余人进入桐柏山，组成中原军区，司令部驻湖阳南新店村。
1947年11月，陈（赓）谢（富治）兵团攻占唐河县城。
1948年中共桐柏区委关于支前、土改等重要会议分别在昝岗召开。

## 地理
唐河为河南省西南边缘县份，处河南、湖北二省交界处。县境西与新野县、南阳市区接壤，北与社旗县毗邻，东与泌阳县、桐柏县交界，南与湖北省襄阳市襄州区、枣阳市相连，总面积2,512平方公里。
唐河县位于豫西南南阳盆地东部，东邻桐柏、泌阳，西接新野、南阳，北与社旗毗连，南同湖北枣阳接壤。地处北纬32°21′—32°55′，东经112°28′—112°16′，东西长74.3公里，南北宽63公里，总土地面积2512.4平方公里。唐河贯流全境。1975年夏唐河发大水。

## 人口
根據第七次人口普查數據，截至2020年11月1日零時，唐河縣常住人口1052978人。
唐河总人口131万人（2006年），县城人口20万（2000年）。

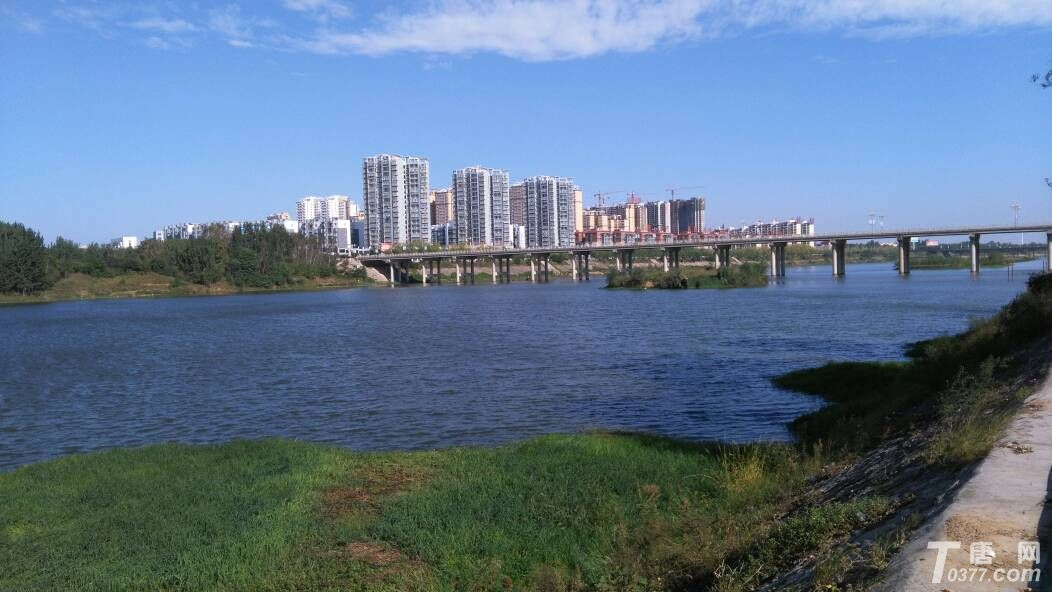
唐河

## 行政区划
唐河县下辖5个街道办事处、14个镇、5个乡：
滨河街道、文峰街道、东兴街道、兴唐街道、泗洲街道、源潭镇、张店镇、郭滩镇、湖阳镇、黑龙镇、大河屯镇、龙潭镇、桐寨铺镇、苍台镇、上屯镇、毕店镇、少拜寺镇、祁仪镇、马振抚镇、城郊乡、桐河乡、昝岗乡、古城乡和东王集乡。

## 气候
地处北亚热带向暖温带过渡地区，属北亚热带季风型大陆气候，四季分明，气候温和。年日照总时数平均为2187.8小时，年平均太阳总辐射量116.56千卡/平方厘米。年平均气温15.2℃，历年月平均气温最低1.4℃，最高28.0℃。全年无霜期233天，≥0活动积温5500℃，≥10℃活动积温4939。年平均降水量910.11mm，4—9月降水689.2mm,占全年的75.7％。

## 经济与资源
唐河县2015年GDP总量为242亿元（折合约为36500万美元），位居河南各县（市）居第21位；人均GDP为16,859元（合2,713美元）。
境内產業以農業為主，盛產小麥、棉花、梨、栀子等。桐蛋、香肠丸等为明清时代的宫廷贡品。

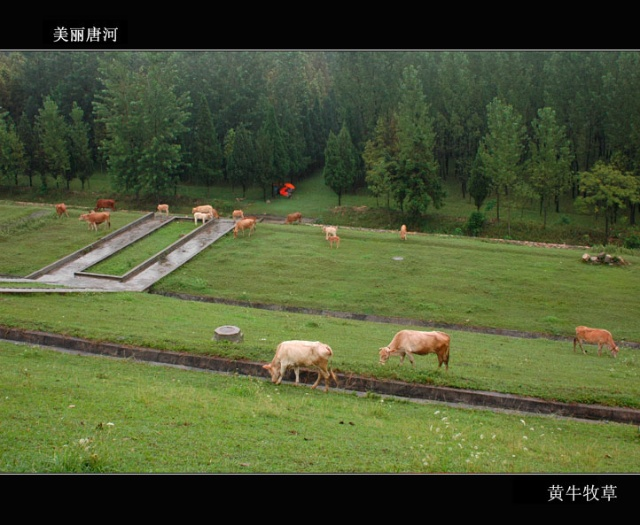
养牛业是唐河重要的产业

唐河县有石油、石英、花岗石、石灰石、钾长石、荧石、水晶石等21种。其中石英石、石灰石、荧石、储量分别达2.2亿吨、3亿吨和35吨，河南油田是著名的石油基地，其中唐河境内的石油储量约占河南油田总储量的三分之一。

## 著名小吃
绿豆凉粉、胡辣汤、水煎包、油旋、浆面条。

## 旅游
- 泗洲塔：全国重点文物保护单位（6-625）。泗洲塔连同所在的菩提寺建于宋绍圣二年（1095年）， 明洪武十年（1377年）重修。中共建政后仅存大殿一座，1954年进行过一次大修补。1966年，寺庙因第二招待所扩建而拆毁，惟塔保留。泗洲塔系八棱圆锥形塔，内有螺旋台阶可登塔顶，共九层，高三十五米左右，内外壁有许多石雕佛像。1953年塔门被文物机关封闭。

该塔顶端偶尔会冒白烟。据曾登塔顶观过烟的老人介绍，烟系集聚的蠓虫群。近年来的两次冒烟（1953年、1975年）均在午后五六点钟左右。冒烟成因尚无定论，仍待考究。“古塔凌烟”乃唐河八大景之一。

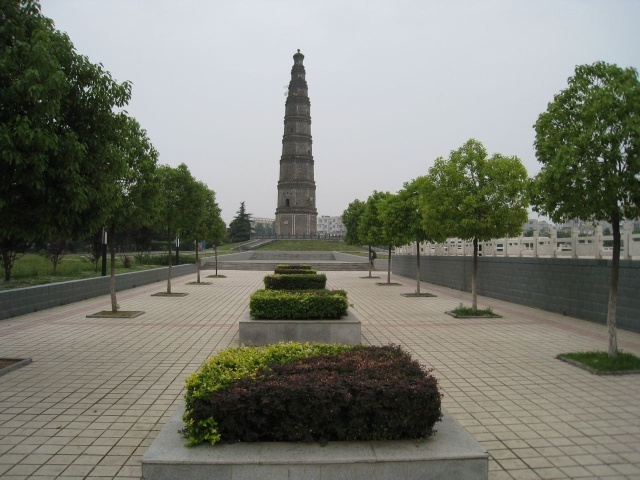
文峰塔

泗洲塔现位于宝塔宾馆院内。
- 古蓼国遗址
- 湖阳公主墓
- 陕西会馆
- 友兰湿地公园
- 文笔峰
- 石柱山森林公园
- 虎山水库

## 交通
- 普速铁路：宁西铁路横穿唐河县城区南部。
- 高速公路： 沪陕高速跨越县城北部，
- 普速公路：县内有 234国道、 312国道， 240省道、 239省道、 335省道。
- 民用机场：南阳姜营机场距离唐河县城50公里。

## 特产
唐半夏：中国地理标志产品。